# Elatostema oppositum
Elatostema oppositum är en nässelväxtart som beskrevs av Q.Lin och Y.M.Shui. Elatostema oppositum ingår i släktet Elatostema och familjen nässelväxter. Inga underarter finns listade i Catalogue of Life.